# یکاترینا دیاچنکو
یکاترینا دیاچنکو (روسی: Екатерина Владимировна Дьяченко؛ زادهٔ ۳۱ اوت ۱۹۸۷) شمشیرباز اهل روسیه است.
وی همچنین برندهٔ جوایزی همچون نشان دوستی شده‌است.